# Satz von Grushko
Der Satz von Grushko ist ein Lehrsatz aus dem mathematischen Gebiet der Gruppentheorie. Er macht eine Aussage über den Rang von Gruppen, also ihre minimale Anzahl von Erzeugern.
Seien {\displaystyle A} und {\displaystyle B} endlich erzeugte Gruppen und {\displaystyle A*B} ihr freies Produkt. Dann gilt
{\displaystyle rk(A*B)=rk(A)+rk(B)}.
Der Satz wurde 1940 von Igor Alexandrowitsch Gruschko veröffentlicht und war Teil seiner Dissertation in Leningrad.